# Ardis Bedrītis
Ardis Daniels Bedrītis (* 10. Juli 2000 in Valmiera) ist ein lettischer Beachvolleyballspieler. Er ist amtierender Meister seines Heimatlandes im Sand. (Stand: Dezember 2024)

## Karriere
Mit seinen ersten Partnern startete der in der Region Vidzeme geborene Sportler hauptsächlich bei nationalen Turnieren. Beste Resultate waren bis einschließlich 2020 zwei vierte Plätze mit Arnis Reliņš. Dazu kamen Achtelfinalteilnahmen mit Mārcis Jirgensons beim FIVB Ein-Stern-Event in Qeshm bei einem der wenigen internationalen Auftritte im Erwachsenenbereich sowie mit Rinalds Aišpurs bei der U22-Europameisterschaft im September 2020 als bestem Ergebnis bei Juniorenwettkämpfen bis zu diesem Zeitpunkt. Bei den kontinentalen Titelkämpfen der Senioren im gleichen Jahr blieben Bedrītis und Reliņš sieglos.
Seit 2021 ist Artūrs Rinkevičs der ständige Partner von Ardis Bedrītis. Die beiden wurden in Baden nach der einzigen Niederlage bei dieser Veranstaltung gegen die späteren Olympiasieger David Åhman und Jonatan Hellvig Vizeeuropameister der unter Zweiundzwanzigjährigen. Danach gewannen die Letten ein nationales Turnier und standen bei zwei gleichwertigen Wettbewerben im Finale. Beim Ein-Stern-Event in Montpellier wurde sie Dritte. Zwei Jahre später kamen auch die ersten Podestplätze bei der World Beach Pro Tour hinzu. Bei den Futures in Warschau-Wilanów und in Cervia wurden ihre Leistungen mit Silber und Bronze belohnt. Eine Saison später belegten sie beim gleichwertigen Wettbewerb auf Ios ebenfalls den dritten Rang. Im August 2024 wurden sie in Ventspils zum ersten Mal lettische Meister. Damit konnten sie ihre Leistung aus dem Vorjahr, als sie das Endspiel gegen Jānis Šmēdiņs und Aleksandrs Samoilovs verloren hatten, noch steigern. Ihre international wertvollsten Ergebnisse in diesem Spieljahr erkämpften Bedrītis / Rinkevics bei Challenge–Events in Haikou, wo sie Siebte wurden und Chennai, wo sie den fünften Rang belegten.